# Quan Chi
Quan Chi es un personaje ficticio de la saga de videojuegos de lucha Mortal Kombat, creado por Ed Boon y John Tobias para Midway Games. El personaje apareció por primera vez en la serie animada de 1996 Mortal Kombat: Defenders of the Realm, y al año siguiente fue incluido en el videojuego Mortal Kombat Mythologies: Sub-Zero, como el hechicero y nigromante más poderoso del Infierno y mano derecha de Shinnok.
Es un oportunista malevolente capaz de aliarse con cualquiera que pueda ayudarlo a cumplir sus objetivos, y su naturaleza conspiradora lo ha enemistado con varios de los demás personajes del juego, entre ellos Sub-Zero y Scorpion. En Mortal Kombat: Deadly Alliance, forma una endeble alianza con Shang Tsung y trabaja con él para eliminar a Liu Kang, el campeón de Mortal Kombat y protagonista de la saga, y al malvado emperador de Mundo Exterior Shao Kahn. Quan Chi es uno de los protagonistas del videojuego de 2011 de Mortal Kombat y aparece en Mortal Kombat X.
Aunque sólo se lo puede utilizar como personaje jugador en cuatro de los juegos de la saga, Quan Chi es uno de los principales villanos de Mortal Kombat y es un personaje recurrente en el modo historia. La recepción del personaje es positiva en su mayoría, pero algunas de sus fatalities han recibido críticas. Además de los videojuegos, ha aparecido en otros medios, como en el programa televisivo Mortal Kombat: Konquest y la serie web Mortal Kombat: Legacy.

## Apariciones

### En los videojuegos
En los videojuegos Mortal Kombat Mythologies: Sub-Zero y Mortal Kombat 4 (1997), el perverso hechicero y nigromante Quan Chi ayuda al dios antiguo caído en desgracia Shinnok —quien había sido eliminado de Netherrealm por Raiden después de siglos de disputas- a derrotar a Lucifer, el gobernante del reino en ese momento, a cambio de poder y para cogobernar Netherrealm junto a él. Shang Tsung le revela a Quan Chi la ubicación del amuleto perdido de Shinnok, pero el hechicero no consigue hacerse de este debido a la presencia de cuatro guardias que lo protegen (los cuatro elementos), y por ese motivo forma una alianza con el clan Lin Kuei de sicarios: Quan Chi se encargaría de destruir a sus rivales, los Shirai Ryu, a cambio de la ayuda de uno de los guerreros Lin Kuei, Sub-Zero. Quan Chi lo convence de buscar un mapa que muestra la ubicación del amuleto, y al mismo tiempo envía a Hanzo Hasashi (Scorpion) a la misma misión, con la esperanza de que ambos se enfrenten en combate. Finalmente, Sub-Zero mata a Scorpion durante su misión, sin enterarse de las verdaderas intenciones de Quan Chi. Cuando Sub-Zero le entrega el mapa, Quan Chi cumple su palabra y elimina a los Shirai Ryu; luego, envía a Sub-Zero a otra misión, para que encuentre el amuleto en sí. En Mythologies aparecen por primera vez tres personajes de la saga: Sareena, Kia y Jataaka, miembros del culto conocido como Hermandad de las Sombras y sicarios personales de Quan Chi. Una vez que recupera el amuleto, se lo devuelve a Shinnok, quien no sospecha que se trataba de un duplicado falso, ya que el hechicero se queda el amuleto real para sí. Sin embargo, Sub-Zero vence a Quan Chi con la ayuda de Sareena y acto seguido le roba a Shinnok el falso amuleto. Condenado al exilio después de su derrota, Quan Chi se ve obligado a pasar los años siguientes asistiendo a Shinnok en preparación de su próximo ataque y liderando la Hermandad de las Sombras. Además de su rol en la trama de la saga, donde aporta un giro de tuerca a la rivalidad entre Scorpion y Sub-Zero, Quan Chi aparece en los endings de cuatro personajes en Mortal Kombat 4, mientras que su propio ending lo muestra enfrentándose a Shinnok y destruyéndolo con el amuleto.
Quan Chi es uno de los protagonistas de Mortal Kombat: Deadly Alliance (2002). Al principio del juego, el hechicero ha sido capturado y torturado por Scorpion en Netherrealm, pero luego logra escapar con la ayuda del Oni Drahmin y Moloch, a quienes abandona y huye a través de un portal hacia Outworld, donde se cruza con un ejército momificado del rey dragón Onaga. Quan Chi forma una alianza con Shang Tsung para que este lo ayude a revivir al ejército de Onaga a cambio de un suministro de almas que preservarían la juventud de Shang Tsung. Antes de poder llevar a cabo su plan, deben eliminar a sus dos enemigos más formidables: en primer lugar Shao Kahn, a quien con anterioridad le habían fingido lealtad y lo habían asesinado, y en segundo lugar a Liu Kang, el eterno campeón de Mortal Kombat, a quien Quan Chi se encarga de distraer mientras Shang Tsung lo mata quebrándole el cuello. Shang Tsung, sin embargo, ha hecho un pacto secreto con Drahmin y Moloch a espaldas de Quan Chi y les ha prometido vengarse de él por haberlos abandonado. Pese a esto, con la ayuda del ejército de Onaga y una horda de los guerreros de Tarkatan, la Alianza Mortal asesina a los defensores elegidos de Raiden —Johnny Cage, Jax, Sonya Blade, Kitana y Kung Lao— y luego vence al mismo Raiden. La alianza se rompe poco después, cuando Shang Tsung intenta robar el amuleto y controlar el ejército de Onaga por sí mismo, pero Quan Chi lo detiene. Por su parte, el resucitado Onaga desea obtener el amuleto para controlar todos los reinos, lo que causa que Quan Chi vuelva a aliarse con Shang Tsung (y con Raiden) para combatir al rey dragón, pero los tres mueren en una explosión que destruye el castillo de Onaga durante la batalla, lo que permite que este se haga del amuleto.
Quan Chi no aparece en Mortal Kombat: Deception (2004), pero regresa en Mortal Kombat: Armageddon (2006) junto con los demás personajes de la saga. Aunque su personaje no tiene una biografía en el juego, se lo menciona en seis de las diecisiete biografías oficiales que se crearon, incluyendo la de Sareena, quien debuta como personaje jugador. Se menciona, además, que ha sido teletransportado momentos después de la explosión de Raiden, que vuelve a estar en posesión del amuleto y que en esta ocasión desea adquirir el máximo poder divino que se obtiene derrotando al elemento Blaze. Para conseguirlo, forma una endeble alianza con los villanos Onaga, Shang Tsung y Shao Kahn, y le informa al traidor de Edenia Rain que es hijo del dios Argus, protector de Edenia, y medio hermano de Taven (el protagonista del juego) y Daegon. En el modo Konquest de Armageddon, Quan Chi sugiere que Onaga, Shang Tsung y Shao Kahn formen un equipo para derrotar a las fuerzas del bien, pero en realidad trabaja bajo las órdenes de Shinnok para conducir a los demás villanos a la Pirámide de Argus. Durante la gran batalla entre los combatientes, Jax hiere a Quan Chi en la rodilla, pero este desestima la lesión y envía un ejército de esqueletos guerreros que Jax despacha con facilidad; luego, Shao Kahn mata a Jax por la espalda. Más tarde, Quan Chi pelea con espadas contra Kenshi en los escalones de la pirámide y apuñala a su rival, pero no vuelve a aparecer hasta que Shang Tsung (disfrazado de Ermac) lo arroja de la pirámide.
Aunque Quan Chi no formó parte de la primera generación de Mortal Kombat, es el único personaje de la era tridimensional que aparece en el modo historia y como un personaje jugador en Mortal Kombat (2011), un juego basado en las tres primeras entregas de la saga. En el modo historia del juego, aparece por primera vez durante el Torneo Shaolin con el resucitado Scorpion como su sicario personal. Scorpion entra al torneo para vengarse de Sub-Zero, ya que cree, de manera errónea, que ha asesinado a su familia y a su clan. Raiden, en sus intentos de prevenir el armagedón (como se ve en la secuencia inicial), convence a Scorpion de que no asesine a Sub-Zero después de vencerlo en combate en Netherrealm, pero Quan Chi manipula a Scorpion mostrándole una imagen gráfica de los Lin Kuei asesinando a su clan, a su mujer y a su hijo. Scorpion y Quan Chi unen fuerzas en el torneo para enfrentar a Liu Kang, pero ambos son derrotados. Durante el segundo torneo en la Arena de Kahn en Outworld, Quan Chi menciona que él y Shang Tsung han formado una "alianza mortal" cuando se unen para combatir a Kung Lao, pero nuevamente son derrotados. Más tarde, repitiendo los sucesos de Mortal Kombat 3, resucita a la fallecida reina Sindel para permitir que Shao Kahn invada la Tierra, y además resucita a Sub-Zero como Noob Saibot, quien lo asiste para llevar a cabo sus planes. Con Quan Chi como segundo de Shao Kahn, este elimina a Shang Tsung y le transfiere sus poderes a Sindel, mientras Quan Chi crea un tornado de almas (un tornado mágico formado con almas en tormento atrapadas entre la Tierra y Outworld) en un cementerio, con el objetivo de tomar todas las almas de la Tierra. Sin embargo, Nightwolf vence a Quan Chi en batalla y empuja a Noob Saibot hacia el tornado, destruyéndolo, pero Quan Chi logra escapar. Después de que Sindel masacra a los guerreros de la Tierra que intentaban detener a Shao Kahn, Raiden intenta formar una alianza entre la Tierra y Netherrealm y le ofrece a Quan Chi sus almas como compensación, pero el hechicero ya las posee y las lanza contra Raiden, quien las vence una por una. Quan Chi, luego, causa (sin intención) que Raiden tenga una epifanía donde se da cuenta de que debe permitir que Shao Kahn fusione la Tierra y Outworld para que sea castigado por los dioses antiguos por violar el código de Mortal Kombat, evitando así el armagedón. Cuando Raiden finalmente vence a Kahn tras una batalla brutal, la Tierra queda en ruinas, y Johnny Cage y Sonya Blade son los únicos guerreros sobrevivientes. Quan Chi aparece al final con Shinnok, levantando los restos del casco de Shao Kahn con desdén, mientras menciona que el plan de Shinnok, que consistía en que ambos encabezaran la inminente invasión de Netherrealm sobre la Tierra y Outworld, ambos debilitados, había "funcionado a la perfección".
Quan Chi hace una breve aparición en Mortal Kombat: Shaolin Monks de 2005, y en el modo historia del crossover de 2008 Mortal Kombat vs. DC Universe, donde aparece, además, en los endings de Raiden y de Lex Luthor. En estos juegos no está habilitado como personaje jugador; Midway quería que Quan Chi fuese un personaje descargable para Mortal Kombat vs. DC Universe, pero finalmente no pudo concretarse la idea debido a los problemas financieros de la empresa, pese a que Boon llegó a anunciar en su momento que el personaje estaba "casi terminado".
En octubre de 2014, a través de un tráiler lanzado por NetherRealm Studios en IgroMir, se reveló que Quan Chi sería un personaje jugador en Mortal Kombat X. El productor ejecutivo de la saga, Shaun Himmerick, describió al personaje como "un manipulador maestro" y mencionó que en el nuevo juego "sus estrategias se muestran por completo" y que "ha formado un ejército de espectros de los guerreros caídos de la Tierra que fueron asesinados en Mortal Kombat 2011.

#### Diseño
Quan Chi se convirtió al instante en una presencia ubicua dentro de Mortal Kombat en 1997, y fue el villano principal de dos títulos lanzados ese año; Ed Boon, el cocreador y programador de Mortal Kombat, describió a Mortal Kombat 4 como "el show de Quan Chi". En Mortal Kombat Mythologies fue interpretado por Richard Divizio (Kano, Baraka y Kabal), quien también realizó los movimientos y la voz del personaje para MK4. Divizio ha señalado que Quan Chi es su favorito de los personajes de la saga que ha interpretado y que fue muy emocionante participar en las secuencias cinemáticas de MK Mythologies.
El personaje apareció por primera vez en Defenders of the Realm y MK Mythologies como una figura alta y calva que vestía un leotardo color aguamarina debajo de un tabardo negro de cuello alto y púas en los hombros, con un símbolo de yin-yang sobre el esternón. Diseñado por John Tobias, cocreador de MK, el personaje mantuvo este estilo durante Mortal Kombat 4, pero en Deadly Alliance, el primer lanzamiento después de que Tobias abandonó Midway en el año 2000, el diseño de Quan Chi se minimizó: apareció con el torso desnudo, revelando un físico musculoso, vestido con una bandolera negra atravesando su pecho, pantalones negros y botas de caña alta, con el amuleto de Shinnok amarrado a su cinturón. A partir de ese momento, se mantuvo este diseño base en todas sus apariciones posteriores en MK, mientras que su primer diseño se utilizó como una vestimenta alternativa en numerosos juegos. En los diseños conceptuales para Deadly Alliance del diseñador de personajes Allen Ditzig, Quan Chi aparece blandiendo una "misteriosa arma viva", un bastón con una cabeza grotesca en un extremo que expulsa un líquido verde y moscas de su boca. Aunque el bastón nunca aparece en el juego, el concepto se utilizó para crear un nuevo personaje, Drahmin, que tiene la capacidad de lanzar moscas a su oponente. El elemento del diseño de Quan Chi que no ha cambiado es su tono de piel albino, con líneas negras paralelas que se extienden hacia arriba desde sus párpados hasta la parte superior de su cabeza en sus primeras apariciones, y, a partir de Deadly Alliance, se sumó a su diseño base una serie de tatuajes rojos en su cabeza, su espalda y sus brazos, además de una gema roja elíptica plantada en el centro de su frente.

#### Jugabilidad
El movimiento especial de Quan Chi más significativo desde su debut en MK4 es su Skull Ball, una explosión de energía con la forma de un cráneo verde brillante que lanza a sus oponentes; al principio era de gran tamaño e imposible de evitar, pero en los juegos subsiguientes se redujo al tamaño de un cráneo normal. Alex Vo de GameSpy consideró que sus movimientos especiales en Armageddon eran "decentes", pero su estilo de pelea similar a la Eskrima podía derivar en "ataques largos que pueden quitar más del 20% de una barra de energía". En MK 2011, el personaje de Quan Chi se desbloquea después de completar el modo historia; Mitchell Saltzman de GameFront describió al personaje como capaz de "frustrar a los jugadores con sus combos largos, interminables y dañinos", mientras que su maniobra de teletransportación, presente en todos los juegos excepto en Deadly Alliance, "se podría aprovechar contra los jugadores que usan demasiados ataques de proyectiles". El ataque de "Rayos X" de Quan Chi es el único del juego donde sus oponentes se hieren a sí mismos: primero golpean su propia cabeza con un objeto duro en forma de cráneo que les arroja y luego se quiebran el cuello a sí mismos. Según Prima Games, Quan Chi es uno de los personajes más débiles de MK 2011, ya que en sus pruebas tuvo solo un 38% de victorias en total.
Al igual que sus tácticas del modo historia, sus Fatalities varían entre el uso de la magia y la brutalidad rotunda. En MK4, Quan Chi podía imitar las fatalities de los demás jugadores y además tenía una propia, que consistía en arrancar una de las piernas y la cadera de su oponente y luego golpearlo salvajemente sin parar con el miembro aún sangrante, mientras la pantalla se oscurecía para dar paso al siguiente combate, convirtiéndose así en la única Fatality sin final de la saga. En la versión de 2011, la Fatality es idéntica pero además la cabeza del oponente explota en el proceso, y la alternativa lo muestra blandiendo una espada formada por energía verde y luego desmembrando y decapitando a su oponente, similar a la Fatality de Scorpion en el mismo juego. Sin embargo, su Fatality en Deadly Alliance, en la que Quan Chi se sube a los hombros de su oponente derrotado y tira su cabeza hacia atrás para estirar su cuello a dimensiones imposibles, se convirtió en una de las menos populares de la saga debido a su apariencia caricaturesca y a la falta de sangre o componentes gore. Asimismo, es la Fatality que menos agrada a varios miembros del equipo de Midway; John Vogel, uno de los escritores de la saga, reveló que la idea del cuello era "una idea graciosa que dejó de gustarnos apenas la agregamos", pero que debieron dejar por falta de tiempo. El diseñador de sonido Dan Forden la citó como un ejemplo de la "falta de creatividad del equipo" en ese momento, y el programador Nick Shin declaró que "no tenía sentido en absoluto". Boon considera a la Fatality del cuello como su "menos favorita", pero ha mencionado que la del golpe con la pierna arrancada es la que más le agrada.

### En otros medios
Un año antes del lanzamiento de MK Mythologies, Quan Chi hizo su debut oficial en la serie Mortal Kombat: Defenders of the Realm, donde protagonizó el octavo episodio. En el capítulo, Quan Chi es un hechicero independiente que no forma alianzas con nadie, y tiene una visión de los guerreros de la Tierra enfrentándose en una batalla contra los soldados cibernéticos de Shao Kahn que tendrá lugar tres horas más tarde. Cuando este evento finalmente sucede, toma ventaja de la distracción y se teleporta hacia el reino de Zaterra, donde entra en una cueva y roba un cristal rojo brillante conocido como la gema de Tetsurri. Luego, atraviesa un portal para llegar a la Tierra, asume la forma de un joven (que es una versión más pequeña y más delgada de sí mismo, con cabello negro) y se hace pasar por un refugiado de Outworld que busca asilo cuando se encuentra con los guerreros. Como parte de su treta, Quan Chi les muestra la gema y se las ofrece como regalo. Aunque Kitana previene al equipo y les aconseja no aceptar la gema, esta causa agudos cambios de personalidad que generan una gran hostilidad entre los héroes; según Raiden, la gema contiene poderes que oscurecen el alma humana, enfrenta "a un hermano contra el otro" y sus efectos empeoran con el tiempo. Los guerreros terrestres viajan a Zaterra luego de varias discusiones para hallar y destruir la gema, pero, según Quan Chi, solo "el guerrero más grandioso" podría lograrlo. Como Nightwolf no había estado expuesto a la gema, logra vencer la magia negra de Quan Chi y romper en pedazos la piedra, rompiendo también el hechizo contra los guerreros. Asustado por el fracaso de sus planes, Quan Chi desaparece en una nube de humo, y los guerreros escapan de la cueva mientras se viene abajo. Nick Chinlund fue el actor de voz de Quan Chi en el episodio, llamado "El secreto de Quan Chi".
Quan Chi iba a hacer un cameo al final de la película Mortal Kombat: Annihilation (1997) junto con Shinnok en Netherrealm, donde este último había sido exiliado por su intento de interferir en el combate final entre Liu Kang y Shao Kahn en el punto determinante de la película. Aparecían juntos en la página final del boceto de 1996 del libreto, y la única línea de diálogo era de Shinnok ("Juntos, Quan Chi, nadie podrá detenernos"). El personaje de Quan Chi era interpretado por un actor tailandés que no hablaba inglés. La escena finalmente se filmó e incluso se publicó una fotografía del set de filmación en el número de diciembre de 2007 de Sci-Fi Entertainment, pero los productores no pudieron añadir la escena a la versión final de la película a tiempo. Quan Chi, sin embargo, apareció en la portada de las versiones en DVD de la película en ruso, chino e italiano.
Quan Chi es uno de los personajes del libro de cómics que se incluyó en el pack lanzamiento para PC de Mortal Kombat 4, en 1998, donde se infiltra en el reino de Edenia haciéndose pasar por un refugiado de un reino que, según sus palabras, fue conquistado por un malvado dictador. Le ofrece a la reina Sindel un misterioso globo terráqueo que ella acepta, pero el globo abre un portal por el que emergen Shinnok y sus secuaces de Netherrealm (incluyendo a Reiko y a Scorpion), quienes toman posesión de Edenia. La trampa de Quan Chi había sido armada de antemano con la ayuda de Tanya, una habitante de Edenia que traiciona a su pueblo. Quan Chi vuelve a aparecer en la última página del cómic; allí, el personaje espera a que los combatientes de la Tierra emerjan de un portal e ingresen a un reino creado por Tanya.
En la serie de televisión de 1999 Mortal Kombat: Konquest, Quan Chi hizo apariciones especiales en cuatro de los veintidós episodios del programa, y fue interpretado por Adoni Maropis. En el noveno episodio ("Quan Chi"), de manera similar a su historia en Defenders of the Realm, crea una poción que magnifica los defectos de los personajes principales (Kung Lao, Siro y Taja), mientras que en los episodios posteriores el hechicero une fuerzas con Shang Tsung para derrotar a Kung Lao a cambio de que Shang Tsung le enseñe cómo robar almas (episodio diez, "Unholy Alliance"); construye un ejército y lo disfraza como un circo ambulante (episodio catorce, "Festival of Death"); y Shang Tsung se disfraza de él para asesinar a Shao Kahn (episodio diecinueve, "Flawed Victory"). En una entrevista de 2006 para el sitio MKC, Maropis explicó que "honestamente, no le gustaba demasiado el videojuego de Mortal Kombat", pero que "sintió a su personaje" una vez que le colocaron el maquillaje, lo que tomó dos horas. Añadió que tuvo que luchar para usar el tono de voz que había creado para el personaje y que había utilizado en su primera aparición, dado que los productores de Konquest querían que disminuyese la intensidad del personaje en la pantalla, pero finalmente se rindieron y permitieron que Maropis volviese a grabar sus líneas a su manera para su segunda aparición.
Quan Chi hace una breve aparición en el octavo episodio de la serie web Mortal Kombat: Legacy, de 2011, durante una pelea entre Sub-Zero y Scorpion. En el episodio, Bi-Han (Sub-Zero) ha apuñalado de muerte a Hanzo Hasashi (Scorpion) y al mismo tiempo Hanzo descubre que su familia ha sido asesinada por quienes él cree que son los Lin Kuei, pero Bi-Han es en realidad Quan Chi, quien regresa a su forma original y resucita a Hanzo como un espectro, prometiéndole que se vengaría de Sub-Zero a cambio de sus servicios. Quan Chi es personificado por Michael Rogers, quien en realidad había audicionado para el papel de Kabal, pero había pasado a interpretar a Quan Chi después de que se retirara a Kabal de la serie. En una entrevista de 2011, Rogers afirmó que "amó el papel" pese a que nunca jugó los videojuegos, y que una vez que lo obtuvo evitó el contacto con otros formatos de MK excepto el cortometraje de 2010 Mortal Kombat: Rebirth porque "no quería verse influenciado y quería crear el personaje con una perspectiva fresca".

### Promoción y coleccionables
Quan Chi fue la figura principal de las publicidades gráficas impresas de MK Mythologies, cuyo eslogan era “Conoce la raíz de nuestra maldad”, y Divizio, junto con la actriz Lia Montelongo (Sareena), es el actor que más aparece en el video de bloopers que se incluyó como material extra en MK3. Quan Chi se convertiría, además, en el símbolo de la primera entrega de MK de la era tridimensional; el artista Herman Sánchez, de Midway, explicó que el diseño de la caja de MK4 serviría para volver a presentar la saga ante los fanáticos y, además, le permitiría sobresalir en las tiendas, por lo que se añadió una “gran cara de Quan Chi” -una fotografía de Divizio disfrazado frente a una pared de fuego- a ambos lados de la caja: “Nadie podría no verlo, y eso es lo que terminó sucediendo”.
El personaje ha aparecido varias veces en diferentes productos coleccionables de Mortal Kombat. Junto con Scorpion, Kabal y Shao Kahn, fue incluido en una colección de figuras de acción lanzada por Jazwares en 2012, y pese a no formar parte de Deception, Quan Chi apareció en varias de las cartas de ataque en el juego de cartas Epic Battles de 2005, aunque no tuvo su propia carta de personaje. En la Feria Internacional de Juguetes de 2012, Jazwares exhibió un pedestal para una figura de acción de Quan Chi, pero al final no se fabricó el juguete.

## Recepción
Quan Chi se ubicó en el puesto 14 de la lista de UGO de los mejores cincuenta personajes de Mortal Kombat (publicada en 2012) por su rol como uno de los "principales villanos" de la saga. En 2011, Ben Richardson de GameFront dijo sobre el personaje: "Es el jefe de Scorpion; en resumen, la credencial del máximo machote". En 2013, la revista Complex eligió a Quan Chi como el Segundo personaje más brutal de la saga, solo detrás de Shang Tsung: "Es la raíz de todos los males de MK, y ha tenido participación en las estratagemas de casi todos los villanos". En 2010, Game Informer destacó a Quan Chi como uno de los personajes que debía estar en la versión de 2011: "Muchos de los personajes introducidos después de MK3 terminaron siendo poco memorables, pero Quan Chi se destacó como uno de los más interesantes". Entre los fanáticos de la saga, Quan Chi goza de una popularidad menor: en 2013, ocupó el puesto 29 en una encuesta en línea sobre los mejores personajes de Mortal Kombat organizada por Dorkly y en la que se incluyó a todos los personajes, y en las encuestas anuales "Supreme Mortal Kombat Champion", de Mortal Kombat Online, quedó eliminado en las primeras rondas, vencido por Sub-Zero, Scorpion y Jade, respectivamente.
En 2014, Bryan Dawson de Prima Games incluyó a Quan Chi en su selección de los personajes "más convenientes" de Mortal Kombat, ya que tiene "combos que causan un 80% de daño si [el jugador] engancha el golpe y tiene suficiente espacio". En 2013, su ending de Deadly Alliance, en el que mata a Kano y el alma de Liu Kang ingresa al cuerpo del primero poco después, se ubicó en el puesto 181 de la lista de 4thletter de los mejores doscientos endings de juegos de pelea, mientras que su ending de MK2011, donde su ejército de espectros, incluyendo a Shao Kahn, vence a Shinnok -quien se ha enfrentado a Quan Chi con anterioridad para intentar eliminar cualquier amenaza a su gobierno-, alcanzó el puesto 90. "En ese momento nos dimos cuenta de cuán idiota es Shinnok".
Topless Robot mencionó que la inclusión de Quan Chi en Defenders of the Realm es "la única contribución a la saga que hizo el programa". Sin embargo, Nathan Adams de Film School Rejects, en su reseña del octavo episodio de Legacy, dijo: "Al ver este episodio, no queda claro quién es Quan Chi; ni siquiera mencionan su nombre", y añadió: "tuve que investigar en Internet después de verlo para poder entender qué estaba ocurriendo en la trama". Quan Chi también atrajo cierta atención por su parecido físico con Kratos, el protagonista de la saga God of War, quien fue incluido en la versión de MK2011 de PlayStation 3 como un personaje extra. Brett Elston de GamesRadar señaló: "Piel blanca, tatuajes rojos, hombreras… y Quan Chi tiene casi ocho años más que Kratos". Nerd Reactor, al analizar la pantalla de selección de personajes de MK2011's, indicó "Vemos a Sub-Zero y Kratos, quiero decir a Quan Chi, en la captura de pantalla".

### Fatalities
Aunque el personaje en sí fue bien recibido por los críticos, la reacción hacia las Fatalities de Quan Chi es más dividida. Su Fatality del golpe con la pierna de MK4 se ubicó en el noveno lugar en la lista de ScrewAttack de 2010 de las mejores diez Fatalities de la serie, con el comentario "Quan Chi, serás malvado, pero eres el mejor". GamesRadar la consideró una de "las diez mejores cosas de Mortal Kombat" en un artículo de 2007. Richardson la eligió como la sexta mejor Fatality de la saga, aunque la describió como "sencilla y sin magia". Game Rant la colocó en el quinto lugar en su lista de las diez mejores Fatalities. "¿Cuán humillante sería ser golpeado a muerte con tu propia pierna?" WatchMojo, en su ranking de las mejores Fatalities publicado en 2013, la ubicó en tercer lugar, y la describió como "la forma más grande de humillación brutal". En 2013, WhatCulture, en su selección de las Fatalities "que hacen contraer el estómago", la colocó en el séptimo lugar, y la describió como un "ejemplo increíble de un asesinato exagerado en un videojuego": "Es una de las Fatalities más mundanas, pero es en la repetición, tan ridículamente exagerada, donde yace su perversa belleza". En 2012, Gameranx la incluyó en su lista de las Fatalities más espantosas de MK, y señaló: "Te arranca la pierna y te golpea con ella hasta que mueres. Tiene estilo". Prima Games ubicó la Fatality de la pierna en el puesto 43 de su lista de las mejores cincuenta Fatalities de la saga, publicada en el año 2014. "El tipo claramente tiene problemas en los que trabajar, pero tengan por seguro que no se lo diremos a la cara". Bill Frye de Bloody Disgusting describió la Fatality como "sin sentido" y la colocó en el séptimo lugar de su ranking de las diez mejores, y Luke Brown de Arcade Sushi la consideró merecedora del sexto lugar en su selección de 2014 de las Fatalities más deformes de la saga.
Por otro lado, la Fatality del estiramiento de cuello de Deadly Alliance ha sido tan criticada como halagada la de la pierna. Fue incluida en la selección de las peores Fatalities de Game Rant: "En primer lugar, no hay sangre. En segundo lugar... ¿para qué molestarse?" David Saldana de 1UP.com la consideró la peor Fatality de la saga y la describió como una acción donde "el más malvado entre los malvados del universo de MK simplemente renuncia a su esencia para hacerte ver como un avestruz". Los críticos de Hardcore Gaming 101 comentaron que "Una de las cosas que se destaca [en el juego] es la Fatality de Quan Chi, pero solo porque es increíblemente estúpida". Brian Nelms de GameSkinny escribió que, considerando que Quan Chi es el malo de Deadly Alliance, la Fatality fue "una muestra de insulsez". WhatCulture mencionó que "lo único que te encoge el estómago es que la Fatality haya llegado más allá del tablero de dibujo", y que Quan Chi "se redimió" con la Fatality de la pierna. James Deaux de Earth-2.net la catálogo como la más "insulsa" de la historia: "En una saga donde las cabezas de las personas explotan, se arrancan, se cortan a la mitad, se prenden fuego, se derriten y hasta son devoradas enteras, los productores de los juegos decidieron que Quan Chi las acompañara... estirando el cuello de su oponente un metro extra". ScrewAttack ubicó la Fatality en el sexto lugar de su lista de las diez peores Fatalities de la saga, publicada en 2011 (con el título "Quan Chi te transforma en una jirafa") y criticó la falta de sangre.